# Red Devil (Alaska)
Red Devil es un lugar designado por el censo ubicado en el Área censal de Bethel en el estado estadounidense de Alaska. En el Censo de 2010 tenía una población de 23 habitantes y una densidad poblacional de 0,32 personas por km².

## Geografía
Red Devil se encuentra en las coordenadas 61°45′27″N 157°21′30″O / 61.75750, -157.35833. Según la Oficina del Censo de los Estados Unidos, Red Devil tiene una superficie total de 72.07 km², de la cual 65.08 km² corresponden a tierra firme y (9.7%) 6.99 km² es agua.

## Demografía
Según el censo de 2010, había 23 personas residiendo en Red Devil. La densidad de población era de 0,32 hab./km². De los 23 habitantes, Red Devil estaba compuesto por el 17.39% blancos, el 0% eran afroamericanos, el 43.48% eran amerindios, el 0% eran asiáticos, el 0% eran isleños del Pacífico, el 0% eran de otras razas y el 39.13% pertenecían a dos o más razas. Del total de la población el 0% eran hispanos o latinos de cualquier raza.